# Moskvitch 2140
Moskvitch-2140 é um automóvel que foi produzido pela fabricante automotiva soviética AZLK de janeiro de 1976 até 1988, sob a marca Moskvitch. Começou primeiro como Moskvitch-2138 e Moskvitch-2140 em uma plataforma modificada do 412. Modelos de pré-produção foram exibidos durante 1975. A partir de 1981, a modificação modernizada do modelo de exportação/luxo M-2140 também foi projetada e marcada como "2140 SL" nos países do Bloco do Leste e "1500 SL" fora. As diferenças mais notáveis entre os dois modelos foram o painel de bordo redesenhado e os encostos de cabeça dos bancos dianteiros no M-2140.
A partir de 1982, os modelos M-2138 foram descontinuados e o M-2140 tornou-se o único carro Moskvitch disponível em todos os mercados. Ele foi reformulado no mesmo ano: o logotipo do escudo foi alterado para apresentar "АЗЛК" (AZLK) escrito em contorno metálico, o revestimento da grade mudou de metal para plástico e ambos os retrovisores foram ligeiramente redesenhados para serem menos pesados. A variante de perua M-2137 foi o último dos carros soviéticos a ainda apresentar rabos de peixe de luzes traseiras para acomodar a abertura da tampa do porta-malas, até que o modelo foi descontinuado em 1985.
Embora originalmente projetada e muitas vezes referida como a "quarta geração", a série foi, na verdade, apenas uma melhoria em relação à terceira geração real dos Moskvitch, o M-408/412. A novíssima quarta geração entrou em produção com o Aleko a partir de 1986, quando ambas as séries compartilharam a linha de montagem por mais de dois anos, até que o M-2140 foi descontinuado em julho de 1988.